# Поетическа волност
Поетическа волност означава отклонение от известно езиково или правописно правило, което се налага с цел спазване на ритъма или римата в поетична творба. Поетическата волност може да се изразява и с отклонения в пунктуацията, например има поети, които не употребяват препинателни знаци или главни букви – на правилните места, или изобщо.

## Примери
| Вид отклонение | Поетичен пример |
| --- | --- |
| Изпускане на гласна буква (евентуална замяна с апостроф или съгласна) с цел намаляване на броя срички в стиха и запазване на ритъма                         | - Автор: Иван Вазов - Творба: „Линее нашто поколение“ - Цитат: Линее нашто поколенье навред застой, убийствен мраз; ... Стресни се, племе закъсняло! Живейш ли, мреш ли, ти не знайш! След теб потомство иде цяло – какво ще да му завещайш? - Автор: Пенчо Славейков - Творба: „Cis Moll“ - Цитат: Аз чувствам чрез него буйний пулс на общия живот на естеството - не той ли бие в моето сърце? То не от туй ли страда тъй жестоко? В страданьето е негова живот! И само в него ази ще намеря за нови чувства нови звукове - изкуството чрез тях да обновя... |
| Добавяне на гласна буква с цел увеличаване на броя срички в стиха и запазване на ритъма                                                                     | - Автор: Пенчо Славейков - Творба: „Cis Moll“ - Цитат: Аз чувствам чрез него буйний пулс на общия живот на естеството - не той ли бие в моето сърце? То не от туй ли страда тъй жестоко? В страданьето е негова живот! И само в него ази ще намеря за нови чувства нови звукове - изкуството чрез тях да обновя... |
| Пренасяне на нов ред (стих) на сричка от последната дума от предидущия стих, което е неестествено за стихотворната реч, но е оправдано за нуждите на римата | - Автор: Николай Лилиев - Творба: „Под честити...“ - Цитат: Ромолят предвечни — те води. Колко са далече бистрите звезди! |
| Употреба на главна буква в съществително нарицателно. | - Автор: Никола Вапцаров - Творба: „Вяра“ - Цитат: За него – Живота — направил бих всичко. — |
| Отклонения в пунктуацията | - Автор: Албена Тодорова - Творба: „Единственото, което ни събира“ - Цитат: желанието ти да бъдеш с мен желанието ми да бъда с теб различните имена на този великан с две тела с две лица които се гледат с любов ли? |